# Cày phim
Việc cày phim, còn được gọi là xem marathon (tiếng Anh: binge-watching), là việc xem nội dung (TV, video,...) trong một thời gian dài liên tục, thường là xem một loạt phim duy nhất. Trong một cuộc khảo sát do Netflix thực hiện vào tháng 2 năm 2014, 73% người xem định nghĩa việc cày phim là "xem từ 2-6 tập phim của cùng một loạt phim trong một lần ngồi". Các nhà nghiên cứu cho rằng việc cày phim nên được xác định dựa trên bối cảnh và nội dung thực tế của chương trình truyền hình.
Việc cày phim như một hiện tượng văn hóa đã trở nên phổ biến với sự phát triển của các dịch vụ truyền hình internet như Netflix, Amazon Video và Hulu, qua đó người xem có thể xem các chương trình truyền hình và phim theo yêu cầu. Ví dụ, 61% những người tham gia khảo sát Netflix cho biết họ thường xuyên cày phim. Nghiên cứu gần đây dựa trên dữ liệu từ các nhà cung cấp trực tuyến lớn của Hoa Kỳ cho thấy hơn 64% khách hàng đã cày phim ít nhất một lần trong một năm.

## Lịch sử
Ở nước ngoài, việc sử dụng từ binge-watching đã được phổ biến với sự ra đời của dịch vụ truyền hình Internet. Vào năm 2013, từ này đã được sử dụng chính thống để mô tả việc Netflix phát hành toàn bộ một mùa hơn 10 tập của chương trình bản gốc chỉ trong một ngày, trái ngược với mô hình phát hành mỗi tập một tuần truyền thống.
Vào tháng 11 năm 2015, Từ điển tiếng Anh Collins đã chọn từ "binge-watch" là từ của năm.

## Ảnh hưởng văn hoá
Diễn viên Kevin Spacey đã sử dụng Bài giảng MacTaggart tại Lễ hội Truyền hình Edinburgh năm 2013 để yêu cầu các nhà cung cấp truyền hình mang đến cho khán giả "những gì họ muốn, khi họ muốn nó. Nếu họ muốn cày phim, chúng ta nên để họ cày phim". Ông tuyên bố rằng những cốt truyện chất lượng cao sẽ duy trì sự chú ý của khán giả trong nhiều giờ liên tục và có thể làm giảm vi phạm bản quyền, mặc dù hàng triệu người vẫn tải xuống nội dung bất hợp pháp. Việc cày "truyền hình chất lượng, có tính phức tạp" như The Wire và Breaking Bad đã được ví như đọc nhiều hơn một chương tiểu thuyết trong một lần ngồi, và được một số người cho là "cách thông minh, đầy tính suy tư" khi xem TV.
Giám đốc truyền hình của ITV Peter Fincham cảnh báo rằng việc cày phim làm xói mòn "giá trị xã hội" của truyền hình vì có ít cơ hội để dự đoán cốt truyện trong tương lai và mất đi sự thảo luận với bạn bè.
Nghiên cứu được thực hiện tại Đại học Texas ở Austin cho thấy việc cày phim có liên quan đến trầm cảm, cô đơn, thiếu tính tự điều chỉnh và béo phì. Các tác giả kết luận, "Mặc dù một số người tranh luận rằng cày phim là một chứng nghiện vô hại, những phát hiện từ nghiên cứu của chúng tôi cho thấy rằng cày phim không nên được nhận thấy là như vậy" Các trường hợp phải điều trị vì "nghiện cày phim" đã được báo cáo.
Nghiên cứu được công bố bởi học giả truyền thông, Tiến sĩ Anne Sweet, nhấn mạnh rằng cày phim là một hình thức của việc tiêu thụ không thể kiềm chế, tương tự như ăn nhiều hay uống say, và do khía cạnh gây nghiện của nó, việc cày phim thậm chí có thể đại diện cho một dạng nghiện TV. Những phát hiện này đã được Pittman và Steiner đưa ra vào năm 2019; họ nhận thấy rằng "mức độ mà một cá nhân chú ý đến một chương trình có thể tăng hoặc giảm sự hối tiếc sau tiêu thụ, tùy thuộc vào động lực của việc cày phim."
Nghiên cứu được thực hiện bởi phòng thí nghiệm Techncolor vào năm 2016 đã phát hiện ra rằng một phiên cày phim làm tăng khả năng tiếp tục cày phim trong tương lai gần. Trong khi đó, phần lớn mọi người sẽ không ngay lập tức cày phim thêm lần nữa. Điều này chỉ ra rằng cày phim không phải là một hành vi không thay đổi của người tiêu dùng trong thực tế.
Hoàn thành toàn bộ một mùa phim trong vòng 24 giờ kể từ khi phát hành đã trở nên phổ biến. Theo khảo sát năm 2018 của người lớn xem TV, 29% báo cáo đã từng làm điều này. Trong số những người ở độ tuổi 18-29, con số này tăng lên 51%.

## Sự chú tâm và tâm trạng
Một nghiên cứu năm 2019 của Tiến sĩ Matthew Pittman thuộc Đại học Tennessee và Tiến sĩ Emil Steiner của Đại học Rowan đã xem xét mức độ ảnh hưởng của trải nghiệm người xem và sự hối tiếc sau khi say. "Cuộc khảo sát (N = 800) xác định rằng mức độ mà một cá nhân chú ý đến một chương trình có thể tăng hoặc giảm sự hối tiếc tiếp theo, tùy thuộc vào động lực của việc xem binge."  Nhưng chỉ đơn giản là xem cho thấy nhu cầu chú ý nhiều hơn là không đủ để tiết chế sự hối tiếc hậu kỳ. Nghiên cứu tiếp theo của họ cho thấy những khán giả lên kế hoạch theo dõi trước thời hạn có nhiều khả năng chọn các chương trình phù hợp với động cơ của họ để xem - phim hài thư giãn, phim truyền hình hấp dẫn, yêu thích hoài cổ. Kế hoạch như vậy đã cải thiện "sự tham gia của người xem, dẫn đến kết quả cảm xúc được cải thiện." 

## Ảnh hưởng lên giấc ngủ
Một nghiên cứu gần đây đã liên kết việc cày phim với chất lượng giấc ngủ kém hơn, tăng chứng mất ngủ và mệt mỏi. Trên thực tế, việc cày phim có thể tăng sự tỉnh táo về nhận thức, do đó ảnh hưởng đến giấc ngủ. Kết quả cho thấy 98% người cày phim có nhiều khả năng có chất lượng giấc ngủ kém, tỉnh táo hơn trước khi ngủ và mệt mỏi hơn khi thức.

## Ảnh hưởng lên quảng cáo
Một nghiên cứu năm 2016 cho thấy những người cày phim có xu hướng ít phản ứng với quảng cáo hơn những người không làm việc này. Hiệu quả của quảng cáo sẽ càng giảm khi thời gian xem càng tăng. Các nhà nghiên cứu liên hệ hiện tượng này với sự gián đoạn gây ra bởi quảng cáo. Những người cày phim muốn đắm chìm trong thế giới của phim và không muốn bị buộc phải trở lại thế giới thực.
Vào năm 2019, Hulu đã giới thiệu một định dạng quảng cáo mới cho những người hay cày phim. Một thương hiệu sẽ chạy quảng cáo trong tập đầu tiên và thứ hai của phiên cày phim; những quảng cáo này bao gồm một số câu đùa về việc cày phim. Trước tập thứ ba, thương hiệu thưởng cho những người cày phim bằng cách chạy một quảng cáo có khuyến mãi đặc biệt hoặc thông báo họ sẽ có thể xem tập tiếp theo mà không bị gián đoạn bởi quảng cáo.